# Knoten (Handwerker)

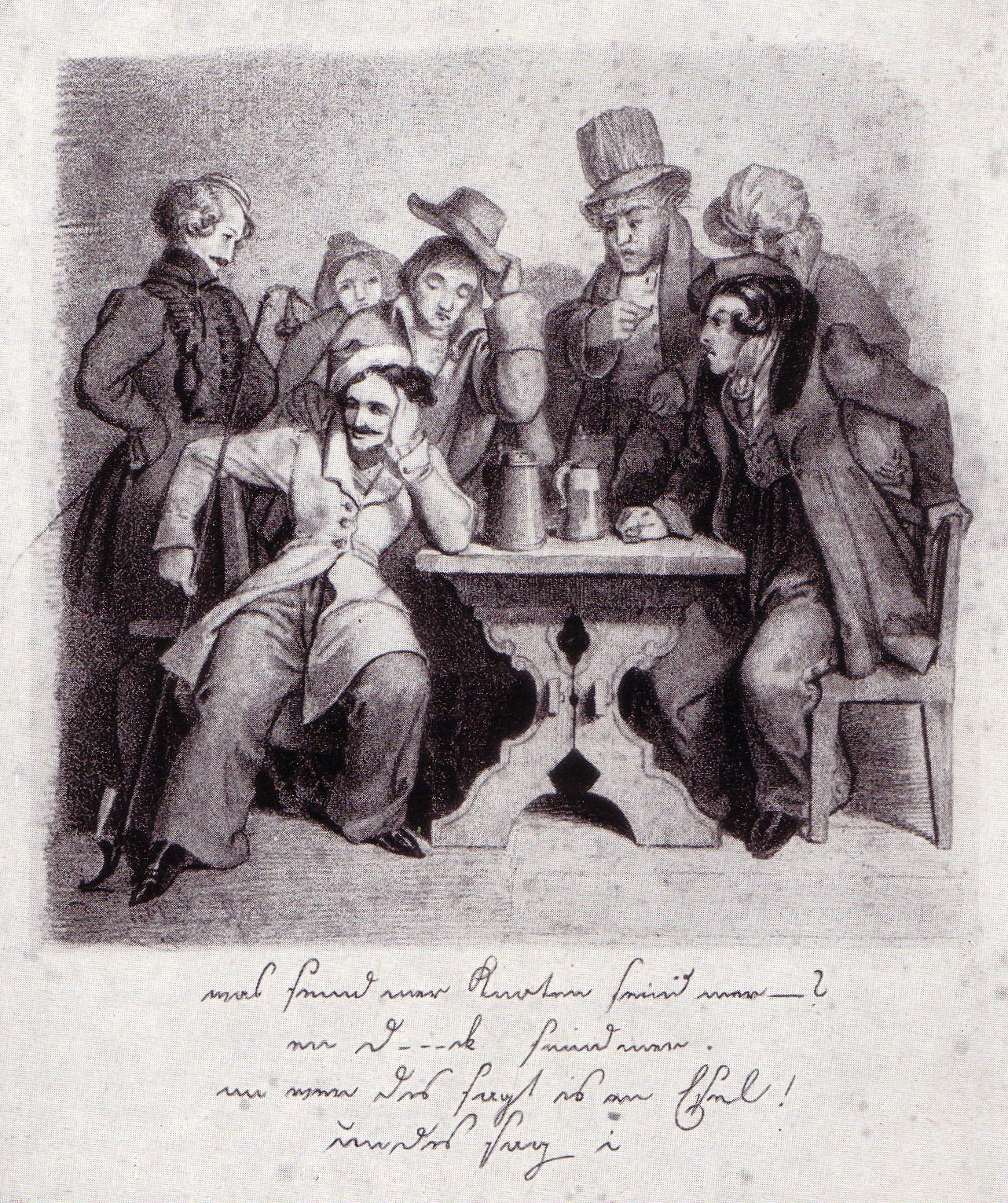
Was seind mer, Knoten seind mer? (Philipp von Foltz, 1829)

Als Knote und Gnote („Genosse“) wurde ein Handwerker im alten Stettin und Königsberg bezeichnet.
In der Niederdeutschen Sprache war Genote die Bezeichnung für Genosse. Das Wort erschien 1772 in der Soldatensprache. Bei Christian Wilhelm Kindleben (1781) ist es eine studentische Schelte für Handwerksburschen und Nichtstudenten. Baltendeutsche gebrauchten das Wort für Angehörige unterer Schichten. Mit anlautendem G war Gnote bis etwa 1862 in Gebrauch. An der Albertus-Universität Königsberg bezeichneten Angehörige von Studentenverbindungen  einen „ungebildeten Kerl“ als Knoten. 
Im Ständestaat fühlte sich auch der Bursch als Angehöriger eines Standes. Seine Burschenehre unterschied ihn vom Philister und vom „Knoten“.